# Memorial de Guerra Confederado (Cape Girardeau, Missouri)

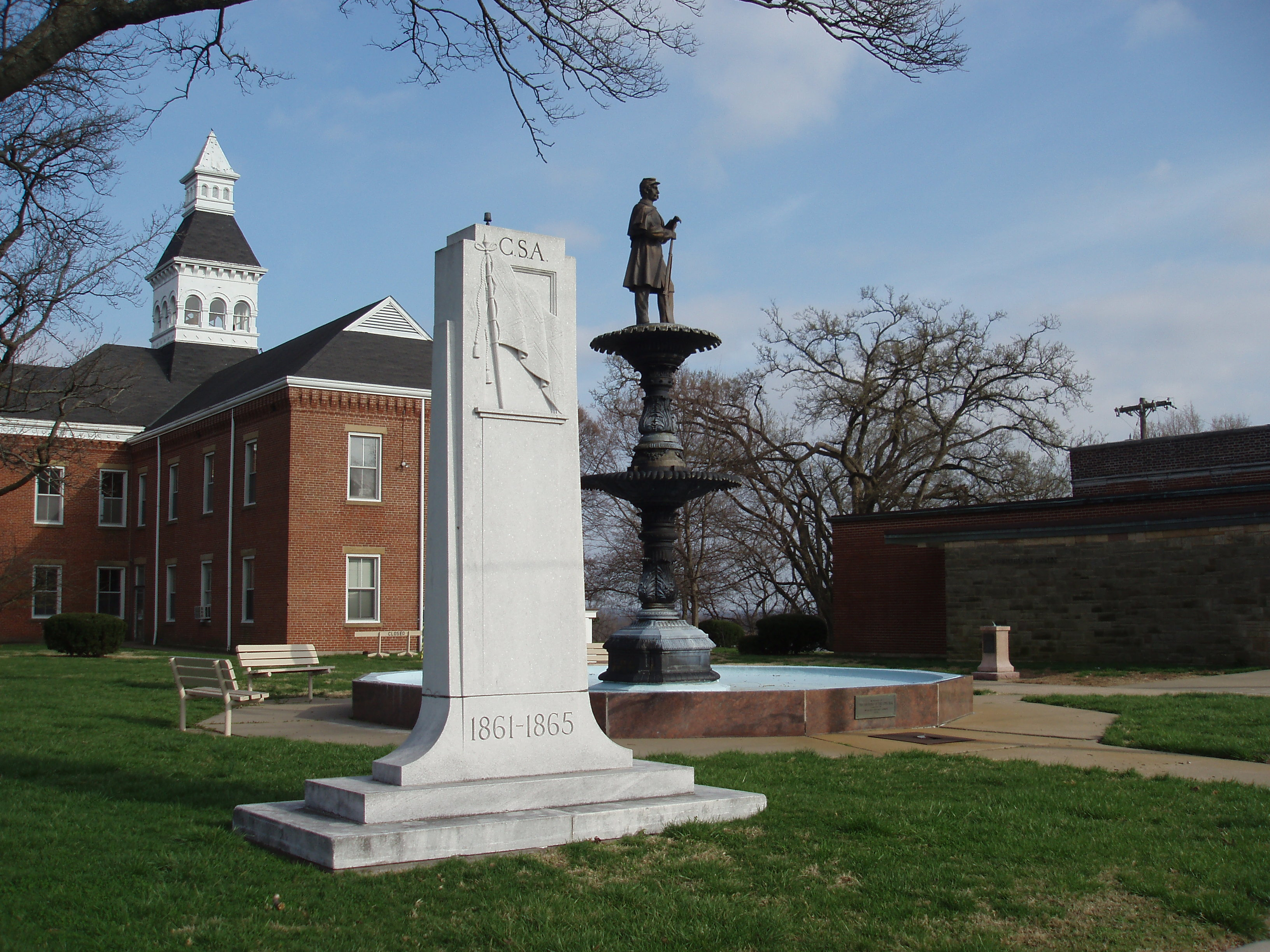
Memorial de Guerra Confederado, em Cape Girardeau.

O Memorial de Guerra Confederado está localizado atrás do Common Pleas Courthouse, em Cape Girardeau, Missouri. Foi erguido pelas Filhas Unidas do Cabo Girardeau da Confederação, em 1931. Ele foi movido para seu local actual em 1995. Ao lado, há uma fonte e uma estátua erguidas em 1911 pelo Women's Relief Corps. Esse monumento da União é "Em memória dos soldados da Guerra Civil".
Em 10 de outubro de 2011, o monumento Confederado foi vandalizado com tinta spray.